# NK Brezovica Zagreb

NK Brezovica je nogometni klub iz Zagreba. U sezoni 2020./21. se natjecao u 1. Zagrebačkoj nogometnoj ligi i osvojio 1. mjesto.

## Vanjske poveznice
- nkbrezovica.hr
- NK Brezovica Limači
- zns.hr, Brezovica
- Facebook
- Facebook